# بمباران تالین در جنگ جهانی دوم

تئاتر استونی پس از بمب‌باران مارس ۱۹۴۴ توسط شوروی

در جریان جنگ جهانی دوم و درگیری‌های نیروی هوایی آلمان نازی برای اشغال کشور شوروی و بازپس‌گیری آن توسط ارتش شوروی شهر تالین، استونی چندین بار مورد حمله و بمب‌باران هر دو طرف قرار گرفت.
اولین حمله در ژوئن تا آگوست ۱۹۴۱ توسط آلمان رخ داد که بخشی عملیات بارباروسا بود، دومین بمب‌باران توسط نیروی هوایی شوروی پس از اشغال استونی توسط آلمان از مه تا سپتامبر ۱۹۴۲ و همچنین سال ۱۹۴۳ انجام شد. 
بزرگترین بمب‌باران این شهر در سال ۱۹۴۴ در ارتباط با نبرد ناروا رخ داد که ۷۵۷ نفر از مردم توسط بمب‌باران‌های ارتش شوروی کشته شدند، ۵۸۶ نفر از کشته‌شدگان افراد غیرنظامی و ۷۵ اسیر جنگی بوده است، نتایج این حمله ۶۹۶ زخمی و بی‌سرپناه شدن ۲۵٬۰۰۰ نفر به دلیل تخریب و آتش‌سوزی شهر بوده است. این حمله به بمب‌باران مارس نیز شناخته میشود.